# Радоя, Неманья
Неманья Радоя (серб. Немања Радоја; род. 6 февраля 1993, Нови-Сад) — сербский футболист, опорный полузащитник или правый защитник клуба «Спортинг Канзас-Сити».

## Клубная карьера
Радоя родился в Нови-Саде и в детстве попал в юношескую систему «Воеводины»: в клубе играл его старший брат Стефан, который помог Неманье влиться в коллектив. Летом 2011 года он был впервые вызван в главную команду, но в том же году был отдан в аренду «ЧСК Пивара», ради игровой практики. 8 марта 2012 года Радоя подписал новый пятилетний контракт с «Воеводиной», после чего был вновь отдан в аренду в клуб третьего дивизиона «Цемент».
Первый матч на профессиональном уровне Радоя сыграл 18 августа 2012 года, выйдя на замену в игре против клуба «Спартак Златибор Вода», а первый гол забил 17 апреля 2013 года в полуфинале Кубка Сербии против «ОФК Белград» (2:1 по результатам двух встреч). В том сезоне «Воеводина» выиграла Кубок Сербии.
Радоя регулярно выступал за «Воеводину» в сезоне 2012/13, сыграв 22 матча (16 в старте, 1553 минуты на поле), чем помог клубу занять третье место в чемпионате. В сезоне 2013/14 он провёл 25 матчей и был включён в символическую сборную чемпионата.
12 августа 2014 года Радоя подписал пятилетний контракт с испанской «Сельтой». 24 августа он сыграл первый матч за новый клуб, выйдя на последние три минуты в игре против «Хетафе» (3:1).
21 августа 2019 года Радоя на правах свободного агента подписал трёхлетний контракт с «Леванте».
26 октября 2022 года Радоя присоединился к клубу MLS «Спортинг Канзас-Сити», подписав трёхлетний контракт до конца сезона 2025 с опцией продления на сезон 2026. В американской лиге дебютировал 11 марта 2023 года в матче против «Лос-Анджелес Гэлакси», выйдя на замену во втором тайме вместо Роджера Эспиносы.

## Достижения
«Воеводина»
- Обладатель Кубка Сербии: 2013/14